# رای بیچ (نیوهمپشایر)
رای پیچ (به انگلیسی: Rye Beach) یک منطقهٔ مسکونی در ایالات متحده آمریکا است که در نیوهمپشایر واقع شده‌است.